# Copa América 1991
La Copa América 1991 fue la trigésimo quinta edición de este torneo organizado por la Confederación Sudamericana de Fútbol. Esta versión del torneo se realizó en Chile, entre el 6 de julio y el 21 de julio de 1991, y se jugó con el balón Adidas Etrusco Único.
El torneo, que reunió a las diez selecciones de fútbol afiliadas a la Conmebol, fue ganado por Argentina, equipo que venía de ser subcampeón del mundo en Italia 1990, pero que ya no contaba con el astro Diego Armando Maradona. Éste fue reemplazado por Leonardo Rodríguez, que, junto con Claudio Paul Caniggia, Fabián Basualdo, Diego Simeone y un emergente Gabriel Omar Batistuta (a la postre, goleador del certamen con seis anotaciones), conformó un equipo de gran solidez, que ganó el torneo sin mayores complicaciones, resultando triunfador en seis de los siete encuentros disputados (el único partido que empató en este torneo fue el que disputó con Chile en el cuadrangular final, bajo una torrencial lluvia en el Estadio Nacional de Santiago de Chile).
Este logro cortó una racha de 32 años sin que la Selección de Argentina ganara la Copa América, ya que su último campeonato continental había sido en el Campeonato Sudamericano de 1959, realizado en suelo argentino.
La selección local tuvo también una destacada participación, finalizando en tercer lugar, con un equipo comandado por el delantero Iván Zamorano, autor de cinco anotaciones.
El campeón Argentina clasificó a la Copa Rey Fahd 1992 como representante sudamericano, en donde se consagraría campeón al derrotar en la final a Arabia Saudita, la selección anfitriona. Esta victoria en la Copa América también clasificó a Argentina a la Copa Artemio Franchi 1993, torneo que lo enfrentó a Dinamarca, el campeón de la Eurocopa 1992, y que también venció.

## Árbitros
- Armando Pérez Hoyos
- Óscar Ortubé
- Ernesto Filippi
- Milton Villavicencio
- José Torres Cadena
- José Roberto Wright
- Juan Francisco Escobar Valdez
- Carlos Maciel
- Gastón Castro
- José Ramírez
- Francisco Farías
- Juan Carlos Loustau

## Sedes
| Estadio Municipal de Concepción | Estadio Nacional  |
| Capacidad: 35 000               | Capacidad: 60 500 |
|                                 |                   |
| Valparaíso                      | Viña del Mar      |
| Estadio Playa Ancha             | Estadio Sausalito |
| Capacidad: 25 000               | Capacidad: 23 000 |
|                                 |                   |

## Formato
El campeonato mantuvo el formato acuñado para Brasil 1989: se jugaron dos fases en grupos de a cinco equipos, jugando todos contra todos y clasificando los dos primeros de cada grupo a una liguilla final. Los cuatro equipos que llegaron a esta instancia se enfrentaron todos contra todos, y el ganador de este cuadrangular final se titularía campeón del certamen. Se jugaron 26 partidos y se anotaron 73 goles (promedio de 2,8 goles por partido). Fue la última vez que se ocupó esta forma de jugar el torneo: desde Ecuador 1993 hasta la actualidad, se juega con doce equipos, incluyendo selecciones invitadas de otras confederaciones.

## Equipos participantes
| Equipos participantes | Equipos participantes | Equipos participantes | Equipos participantes | Equipos participantes |
| --------------------- | --------------------- | --------------------- | --------------------- | --------------------- |
| Argentina             | Bolivia               | Brasil                | Chile                 | Colombia              |
| Ecuador               | Paraguay              | Perú                  | Uruguay               | Venezuela             |

## Primera fase

### Grupo A
| Selección | Pts. | PJ | PG | PE | PP | GF | GC | Dif. |
| --------- | ---- | -- | -- | -- | -- | -- | -- | ---- |
| Argentina | 8    | 4  | 4  | 0  | 0  | 11 | 3  | +8   |
| Chile     | 6    | 4  | 3  | 0  | 1  | 10 | 3  | +7   |
| Paraguay  | 4    | 4  | 2  | 0  | 2  | 7  | 8  | –1   |
| Perú      | 2    | 4  | 1  | 0  | 3  | 9  | 9  | 0    |
| Venezuela | 0    | 4  | 0  | 0  | 4  | 1  | 15 | -14  |

| 6 de julio | Chile                      | 2:0 (2:0) | Venezuela | Estadio Nacional, Santiago                                                 |                                                                            |
|            | Vilches 22' · Zamorano 34' |           |           | Asistencia: 45 000 espectadores Árbitro(s): Armando Pérez Hoyos (Colombia) | Asistencia: 45 000 espectadores Árbitro(s): Armando Pérez Hoyos (Colombia) |

| 6 de julio | Paraguay   | 1:0 (1:0) | Perú | Estadio Nacional, Santiago                                         |                                                                    |
|            | Monzón 21' |           |      | Asistencia: 45 000 espectadores Árbitro(s): Óscar Ortubé (Bolivia) | Asistencia: 45 000 espectadores Árbitro(s): Óscar Ortubé (Bolivia) |

| 8 de julio | Chile                                                | 4:2 (1:0) | Perú                        | Estadio Municipal, Concepción                                         |                                                                       |
|            | Rubio 16' · Contreras 51' (pen.) · Zamorano 61', 74' |           | 59' Maestri · 71' Del Solar | Asistencia: 35 000 espectadores Árbitro(s): Ernesto Filippi (Uruguay) | Asistencia: 35 000 espectadores Árbitro(s): Ernesto Filippi (Uruguay) |

| 8 de julio | Argentina                                | 3:0 (2:0) | Venezuela | Estadio Nacional, Santiago                                                 |                                                                            |
|            | Batistuta 28', 50' (pen.) · Caniggia 43' |           |           | Asistencia: 50 000 espectadores Árbitro(s): Milton Villavicencio (Ecuador) | Asistencia: 50 000 espectadores Árbitro(s): Milton Villavicencio (Ecuador) |

| 10 de julio | Paraguay                                                               | 5:0 (2:0) | Venezuela | Estadio Nacional, Santiago                                                |                                                                           |
|             | Neffa 34' · Guirland 38' · Monzón 75', 87' (pen.) · Vidal Sanabria 81' |           |           | Asistencia: 30 000 espectadores Árbitro(s): José Torres Cadena (Colombia) | Asistencia: 30 000 espectadores Árbitro(s): José Torres Cadena (Colombia) |

| 10 de julio | Chile | 0:1 (0:0) | Argentina     | Estadio Nacional, Santiago                                               |                                                                          |
|             |       |           | 81' Batistuta | Asistencia: 75 000 espectadores Árbitro(s): José Roberto Wright (Brasil) | Asistencia: 75 000 espectadores Árbitro(s): José Roberto Wright (Brasil) |

| 12 de julio | Perú                                                              | 5:1 (2:1) | Venezuela            | Estadio Nacional, Santiago                                               |                                                                          |
|             | La Rosa 9', 55' · Cavallo 21' (a.g.) · Del Solar 58' · Hirano 62' |           | 14' (a.g.) Del Solar | Asistencia: 5000 espectadores Árbitro(s): Armando Pérez Hoyos (Colombia) | Asistencia: 5000 espectadores Árbitro(s): Armando Pérez Hoyos (Colombia) |

| 12 de julio | Argentina                                                | 4:1 (1:0) | Paraguay    | Estadio Municipal, Concepción                                         |                                                                       |
|             | Batistuta 40' · Simeone 61' · Astrada 70' · Caniggia 81' |           | 79' Cardozo | Asistencia: 25 000 espectadores Árbitro(s): Ernesto Filippi (Uruguay) | Asistencia: 25 000 espectadores Árbitro(s): Ernesto Filippi (Uruguay) |

| 14 de julio | Argentina                               | 3:2 (1:1) | Perú                          | Estadio Nacional, Santiago                                         |                                                                    |
|             | Latorre 3' · Craviotto 51' · García 57' |           | 35' (pen.) Yáñez · 65' Hirano | Asistencia: 80 000 espectadores Árbitro(s): Óscar Ortubé (Bolivia) | Asistencia: 80 000 espectadores Árbitro(s): Óscar Ortubé (Bolivia) |

| 14 de julio | Chile                                           | 4:0 (2:0) | Paraguay | Estadio Nacional, Santiago                                               |                                                                          |
|             | Rubio 12' · Zamorano 15' · Estay 63' · Vera 68' |           |          | Asistencia: 80 000 espectadores Árbitro(s): José Roberto Wright (Brasil) | Asistencia: 80 000 espectadores Árbitro(s): José Roberto Wright (Brasil) |

### Grupo B
| Selección | Pts. | PJ | PG | PE | PP | GF | GC | Dif. |
| --------- | ---- | -- | -- | -- | -- | -- | -- | ---- |
| Colombia  | 5    | 4  | 2  | 1  | 1  | 3  | 1  | +2   |
| Brasil    | 5    | 4  | 2  | 1  | 1  | 6  | 5  | +1   |
| Uruguay   | 5    | 4  | 1  | 3  | 0  | 4  | 3  | +1   |
| Ecuador   | 3    | 4  | 1  | 1  | 2  | 6  | 5  | +1   |
| Bolivia   | 2    | 4  | 0  | 2  | 2  | 2  | 7  | –5   |

| 7 de julio | Colombia     | 1:0 (1:0) | Ecuador | Estadio Playa Ancha, Valparaíso                                                      |                                                                                      |
|            | De Ávila 25' |           |         | Asistencia: 15 000 espectadores Árbitro(s): Juan Francisco Escobar Valdez (Paraguay) | Asistencia: 15 000 espectadores Árbitro(s): Juan Francisco Escobar Valdez (Paraguay) |

| 7 de julio | Uruguay    | 1:1 (0:1) | Bolivia    | Estadio Playa Ancha, Valparaíso                                      |                                                                      |
|            | Castro 73' |           | 16' Berthy | Asistencia: 15 000 espectadores Árbitro(s): Carlos Maciel (Paraguay) | Asistencia: 15 000 espectadores Árbitro(s): Carlos Maciel (Paraguay) |

| 9 de julio | Uruguay           | 1:1 (0:1) | Ecuador      | Estadio Sausalito, Viña del Mar                                   |                                                                   |
|            | Méndez 73' (pen.) |           | 36' Aguinaga | Asistencia: 18 000 espectadores Árbitro(s): Gastón Castro (Chile) | Asistencia: 18 000 espectadores Árbitro(s): Gastón Castro (Chile) |

| 9 de julio | Brasil                      | 2:1 (1:0) | Bolivia            | Estadio Sausalito, Viña del Mar                                 |                                                                 |
|            | Neto 5' (pen.) · Branco 47' | Reporte   | 89' (pen.) Sánchez | Asistencia: 18 000 espectadores Árbitro(s): José Ramírez (Perú) | Asistencia: 18 000 espectadores Árbitro(s): José Ramírez (Perú) |

| 11 de julio | Colombia | 0:0 | Bolivia | Estadio Sausalito, Viña del Mar                                          |  |
|             |          |     |         | Asistencia: 15 000 espectadores Árbitro(s): Francisco Farías (Venezuela) |  |

| 11 de julio | Brasil         | 1:1 (1:0) | Uruguay    | Estadio Sausalito, Viña del Mar                                             |                                                                             |
|             | João Paulo 29' | Reporte   | 66' Méndez | Asistencia: 15 000 espectadores Árbitro(s): Juan Carlos Loustau (Argentina) | Asistencia: 15 000 espectadores Árbitro(s): Juan Carlos Loustau (Argentina) |

| 13 de julio                                                           | Ecuador                                             | 4:0 (2:0) | Bolivia | Estadio Sausalito, Viña del Mar                                   |                                                                   |
|                                                                       | Aguinaga 32' · Avilés 42', 73' · Ramírez 80' (pen.) |           |         | Asistencia: 15 000 espectadores Árbitro(s): Gastón Castro (Chile) | Asistencia: 15 000 espectadores Árbitro(s): Gastón Castro (Chile) |
| Segundo gol anotado por un arquero en la historia de la Copa América. |                                                     |           |         |                                                                   |                                                                   |

| 13 de julio | Colombia                   | 2:0 (1:0) | Brasil | Estadio Sausalito, Viña del Mar                                      |                                                                      |
|             | De Ávila 35' · Iguarán 66' | Reporte   |        | Asistencia: 15 000 espectadores Árbitro(s): Carlos Maciel (Paraguay) | Asistencia: 15 000 espectadores Árbitro(s): Carlos Maciel (Paraguay) |

| 15 de julio | Uruguay    | 1:0 (1:0) | Colombia | Estadio Sausalito, Viña del Mar                                             |                                                                             |
|             | Méndez 19' |           |          | Asistencia: 30 000 espectadores Árbitro(s): Juan Carlos Loustau (Argentina) | Asistencia: 30 000 espectadores Árbitro(s): Juan Carlos Loustau (Argentina) |

| 15 de julio | Brasil                                                | 3:1 (1:1) | Ecuador   | Estadio Sausalito, Viña del Mar                                                      |                                                                                      |
|             | Mazinho II 8' · Márcio Santos 54' · Luiz Henrique 89' | Reporte   | 12' Muñoz | Asistencia: 30 000 espectadores Árbitro(s): Juan Francisco Escobar Valdez (Paraguay) | Asistencia: 30 000 espectadores Árbitro(s): Juan Francisco Escobar Valdez (Paraguay) |

## Fase final
| Selección | Pts. | PJ | PG | PE | PP | GF | GC | Dif. |
| --------- | ---- | -- | -- | -- | -- | -- | -- | ---- |
| Argentina | 5    | 3  | 2  | 1  | 0  | 5  | 3  | +2   |
| Brasil    | 4    | 3  | 2  | 0  | 1  | 6  | 3  | +3   |
| Chile     | 2    | 3  | 0  | 2  | 1  | 1  | 3  | –2   |
| Colombia  | 1    | 3  | 0  | 1  | 2  | 2  | 5  | –3   |

| 17 de julio de 1991 | Argentina                      | 3:2 (2:1) | Brasil                     | Estadio Nacional, Santiago                                           |                                                                      |
|                     | Franco 1', 39' · Batistuta 46' | Reporte   | 5' Branco · 52' João Paulo | Asistencia: 50 000 espectadores Árbitro(s): Carlos Maciel (Paraguay) | Asistencia: 50 000 espectadores Árbitro(s): Carlos Maciel (Paraguay) |

| 17 de julio de 1991 | Chile        | 1:1 (0:1) | Colombia    | Estadio Nacional, Santiago                                            |                                                                       |
|                     | Zamorano 74' |           | 37' Iguarán | Asistencia: 65 000 espectadores Árbitro(s): Ernesto Filippi (Uruguay) | Asistencia: 65 000 espectadores Árbitro(s): Ernesto Filippi (Uruguay) |

| 19 de julio de 1991 | Chile | 0:0 | Argentina | Estadio Nacional, Santiago                                            |  |
|                     |       |     |           | Asistencia: 65 000 espectadores Árbitro(s): Ernesto Filippi (Uruguay) |  |

| 19 de julio de 1991 | Brasil                                | 2:0 (1:0) | Colombia | Estadio Nacional, Santiago                                      |                                                                 |
|                     | Renato Gaúcho 29' · Branco 76' (pen.) | Reporte   |          | Asistencia: 75 000 espectadores Árbitro(s): José Ramírez (Perú) | Asistencia: 75 000 espectadores Árbitro(s): José Ramírez (Perú) |

| 21 de julio de 1991 | Chile | 0:2 (0:1) | Brasil                            | Estadio Nacional, Santiago                                                  |                                                                             |
|                     |       | Reporte   | Mazinho II 8' · Luiz Henrique 55' | Asistencia: 83 500 espectadores Árbitro(s): Juan Carlos Loustau (Argentina) | Asistencia: 83 500 espectadores Árbitro(s): Juan Carlos Loustau (Argentina) |

| 21 de julio de 1991 | Argentina                   | 2:1 (2:0) | Colombia     | Estadio Nacional, Santiago                                                           |                                                                                      |
|                     | Simeone 11' · Batistuta 19' |           | 70' De Ávila | Asistencia: 83 500 espectadores Árbitro(s): Juan Francisco Escobar Valdez (Paraguay) | Asistencia: 83 500 espectadores Árbitro(s): Juan Francisco Escobar Valdez (Paraguay) |

|                                |
| Bandera de Argentina           |
| Campeón Argentina 13.er título |

## Estadísticas
| Selección | Selección | Pts. | PJ | PG | PE | PP | GF | GC | Dif. |
| --------- | --------- | ---- | -- | -- | -- | -- | -- | -- | ---- |
| 1         | Argentina | 13   | 7  | 6  | 1  | 0  | 16 | 6  | +10  |
| 2         | Brasil    | 9    | 7  | 4  | 1  | 2  | 12 | 8  | +4   |
| 3         | Chile     | 8    | 7  | 3  | 2  | 2  | 11 | 6  | +5   |
| 4         | Colombia  | 6    | 7  | 2  | 2  | 3  | 5  | 6  | -1   |
| 5         | Uruguay   | 5    | 4  | 1  | 3  | 0  | 4  | 3  | +1   |
| 6         | Paraguay  | 4    | 4  | 2  | 0  | 2  | 7  | 8  | -1   |
| 7         | Ecuador   | 3    | 4  | 1  | 1  | 2  | 6  | 5  | +1   |
| 8         | Perú      | 2    | 4  | 1  | 0  | 3  | 9  | 9  | 0    |
| 9         | Bolivia   | 2    | 4  | 0  | 2  | 2  | 2  | 7  | −5   |
| 10        | Venezuela | 0    | 4  | 0  | 0  | 4  | 1  | 15 | –14  |

## Goleadores
| Jugador                  | Selección | Goles |
| ------------------------ | --------- | ----- |
| Gabriel Batistuta        | Argentina | 6     |
| Iván Zamorano            | Chile     | 5     |
| Branco                   | Brasil    | 3     |
| Antony de Ávila          | Colombia  | 3     |
| Luis Monzón              | Paraguay  | 3     |
| Peter Méndez             | Uruguay   | 3     |
| Darío Franco             | Argentina | 2     |
| José Guillermo del Solar | Perú      | 2     |
| Arnoldo Iguarán          | Colombia  | 2     |
| Diego Simeone            | Argentina | 2     |
| Jorge Hirano             | Perú      | 2     |
| Hugo Rubio               | Chile     | 2     |
| Claudio Caniggia         | Argentina | 2     |
| Álex Aguinaga            | Ecuador   | 2     |
| Luiz Henrique            | Brasil    | 2     |
| Eugenio La Rosa          | Perú      | 2     |
| Mazinho Oliveira         | Brasil    | 2     |
| João Paulo               | Brasil    | 2     |

## Mejor jugador del torneo
- Leonardo Rodríguez.[3]

## Clasificado a la Copa Confederaciones 1992
| Bandera de Argentina |
| Argentina Campeón    |

## Clasificado a la Copa Artemio Franchi 1993
| Bandera de Argentina |
| Argentina Campeón    |

## Televisión
- En Chile (país donde se disputó la copa), la transmisión de los partidos se la adjudicó el canal privado Megavisión. Los partidos se transmitían en directo para todo el territorio nacional, mientras que para la ciudad sede de los partidos (salvo Santiago, por ser la capital de ese país) se transmitían en diferido.
- En Colombia, las transmisiones de los partidos de la selección colombiana en ese certamen y la fase final fueron adjudicadas por la programadora Caracol Televisión, a través de la Cadena 1 y Cadena 2 de Inravisión en vivo y vía microondas.
- En Argentina, las transmisiones de todos los partidos fueron adjudicadas por Canal 9 de TV abierta para Buenos Aires con emisiones en vivo y vía satélite. Para el interior del país se transmitió por cable.
- En Paraguay, las transmisiones de todos los partidos fueron adjudicadas por Canal 13, y también con emisiones en vivo y vía satélite.
- En Uruguay, las transmisiones de todos los partidos fueron adjudicadas por Monte Carlo TV, Canal 10 y Teledoce, también con emisiones en vivo y vía satélite.
- En Brasil, las transmisiones de todos los partidos fueron adjudicadas por Top Sport (hoy SporTV), con emisiones en vivo y vía satélite, mientras que las transmisiones de algunos partidos también fueron adueñadas por la Rede Globo, con emisiones en vivo y vía satélite.
- En Perú, las transmisiones de todos los partidos fueron adjudicadas por Canal 9, con emisiones en vivo y vía satélite, mientras que las transmisiones de algunos partidos también fueron adjudicadas por Frecuencia 2 con emisiones en vivo y vía satélite
- En México, las transmisiones de todos los partidos fueron reflejadas por Televisa, en el Canal 4.
- En Venezuela, las transmisiones de todos los partidos de la Copa América fueron transmitidas por Radio Caracas Televisión, en el Canal 2.